# International Superstar Soccer
International Superstar Soccer (実況ワールドサッカーパーフェクトイレブン Jikkyō Wārudo Sakkā Pāfekuto Irebun, "Live World Soccer Perfect Eleven" på japanska) är ett fotbollstv-spel utvecklat av Konami för Super Nintendo. Spelet som kom 1994 blev känt som ett av de bästa spelen för 16-bitars system, bland annat för de verkligt avbildade spelarna. Spelet blev därmed kultförklarat. International Superstar Soccer baserar sig på Fotbolls-VM i USA 1994.

## Spelmöjligheter
- Vänskapsmatch: En helt vanlig vänskapsmatch där man antingen kan spela 1 mot 1, 1 mot datorn eller dator mot dator.
- Internationell cup: Precis som namnet antyder, en turnering.
- Världsserie: Alla lagen möter varandra i ett klassiskt seriespel.
- Träning: En rad olika övningar så som passning, dribbling, skott på mål osv.
- Scenarion: En rad olika förvalda scenarion där man kommer in i andra halvlek i en match och ska försöka vända ett underläge. Oavgjort räknas som förlust.
- Straffsparkar: Precis som namnet antyder, straffsparkar med straffar var.

Även sparfunktion finns möjlighet till då man genom lösenord sparar och laddar internationella cuper och världsseriematcher. 

## Spelbara landslag
Eftersom spelet grundar sig på Fotbolls-VM finns de flesta av lagen i turneringen med, dessutom finns sex lag med som blev utslagna i kvalspelet. Dessa extra lag är Danmark, England, Frankrike, Skottland, Wales och Österrike. Lag som däremot fattas är Bolivia, Saudiarabien, Grekland och Marocko, de senare två är däremot med i Deluxeversionen som släpptes senare. Samtliga spelare i spelet är baserade på landslagens riktiga spelare, dock är namnen utbytta. Även spelarnas kvalitet motsvarar de verkliga spelarnas. 
Spelet var populärt i Brasilien och där har figurer som den brasilianska anfallaren Allejo uppnått kultstatus.
Lista över de spelbara landslagen
- Argentina
- Belgien
- Brasilien
- Bulgarien
- Colombia
- Irland
- Italien
- Kamerun
- Mexikos
- Nederländerna
- Nigeria
- Norge
- Rumänien
- Ryssland
- Schweiz
- Spanien
- Sverige
- Sydkorea
- Tyskland
- USA

och de sex övriga lagen
- Danmark
- England
- Frankrike
- Skottland
- Wales
- Österrike

## Fakta om scenariona
Vi sidan om de riktiga spelarna i spelet är även de åtta scenariorna hämtade ur verkligheten. Spelaren blir i de flesta fallen tilldelad det laget som vann matchen på riktigt.
- Match 1: Brasilien 0-0 USA, två minuter kvar, spelaren är här Brasilien. Detta representerar åttondelsfinalen i VM där Brasilien vann med 1 - 0, mål av Bebeto i 72 minuten.
- Match 2: Italien 0-1 Nigeria, en och en halv minut kvar. Även detta en åttondelsfinal vilken Italien vann med 2 - 1 efter mål av Roberto Baggio i 83 minuten och sedan straff på övertid.
- Match 3: Sydkorea 0-2 Spanien, en minut kvar. Första matchen i Grupp C slutade oavgjort 2 - 2.
- Match 5: Bulgarien 0-1 Tyskland, två minuter kvar. En av VM:s skräll matcher då de gamla världsmästarna slogs ut i kvartsfinalen av Bulgarien med 2-1. 2-1 målet på frispark av Hristo Stoitjkov ställde helt det tyska försvaret. Citat av SVT:s reporter: Det tyska försvaret förvandlades till statyer, statyer som Stoitjkov med otäck precision överlistade.
- Match 6: Nederländerna 1-2 Brasilien, två minuter kvar. Det märkliga här är att spelaren får kontrollen över Nederländerna trots att Brasilien vann matchen med 3-2.
- Match 7: Argentina 1-3 Rumänien, en och en halv minut kvar. Samma undantag som match 6, spelaren får kontroll över Argentina trots att Rumänien vann åttondelsfinalmatchen med 3-2.
- Match 8: USA 2-1 Colombia, två minuter kvar. Detta är en av gruppspelsmatcherna och matchen där Andrés Escobar gjorde självmål vilket senare kostade honom livet, han blev mördad i Colombia av maffia. Matchen slutade med samma resultat.
- Match 9: Bulgarien 1-1 Frankrike, övertid. Detta är den enda matchen som inte är tagen ur turneringen. Detta är istället en av kvalmatcherna där Kostadinov med en cykelspark slog ut Frankrike med 2-1.

### Fotnoter
1. 1 2 3  International Superstar Soccer på Mobygames
2. ↑  Game profile of International Superstar Soccer på SNES Music
3. ↑  International Superstar Soccer Arkiverad 8 april 2012 hämtat från the Wayback Machine. på GameFAQs
4. ↑  ”International Superstar Soccer” (på svenska). Super Power (Solna) (5 1995). maj 1995. Läst 28 april 2014.
5. ↑  Franceschini, Gustavo; Corrêa, Jorge (9 juni 2014). ”Fenômeno 'Allejo' prova que caráter oficial não garante sucesso de games” (på portugisiska). UOL. https://copadomundo.uol.com.br/2010/ultimas-noticias/2010/06/09/fenomeno-allejo-prova-que-carater-oficial-nao-garante-sucesso-de-games.jhtm?debug=true. Läst 18 december 2020.